# Linnanmaa
Linnanmaa (en finnois : Linnanmaa) est  un  quartier du district de Kaijonharju de la ville d'Oulu en Finlande.

## Description
Le quartier a 946 habitants (31.12.2018).
Le quartier comporte le campus principal de l'Université d'Oulu, a cinq kilomètres au nord du centre d'Oulu.
Linnanmaa abrite l'Université d'Oulu, le musée zoologique et le bureau du Centre de recherche technique de Finlande à Oulu. 
Le village étudiant d'Oulu situé Linnanmaa offre de nombreux logements étudiants.
Dans la partie ouest de Linnanmaa, dans la zone située entre l'université et la ligne de chemin de fer Oulu-Tornio, se trouve le village technologique Technopolis de Linnanmaa, qui dispose de plusieurs instituts de recherche technique et de production. Il y a près de deux cents entreprises à Linnanmaa. 
Linnanmaa est située à environ cinq kilomètres au nord du centre-ville, principalement à l'Est de la Valtatie 4.
Les quartiers limitrophes de Linnanmaa sont Rajakylä, Ritaharju, Koskela, Kaijonharju, Isko et Pyykösjärvi.

## Lieux et monuments

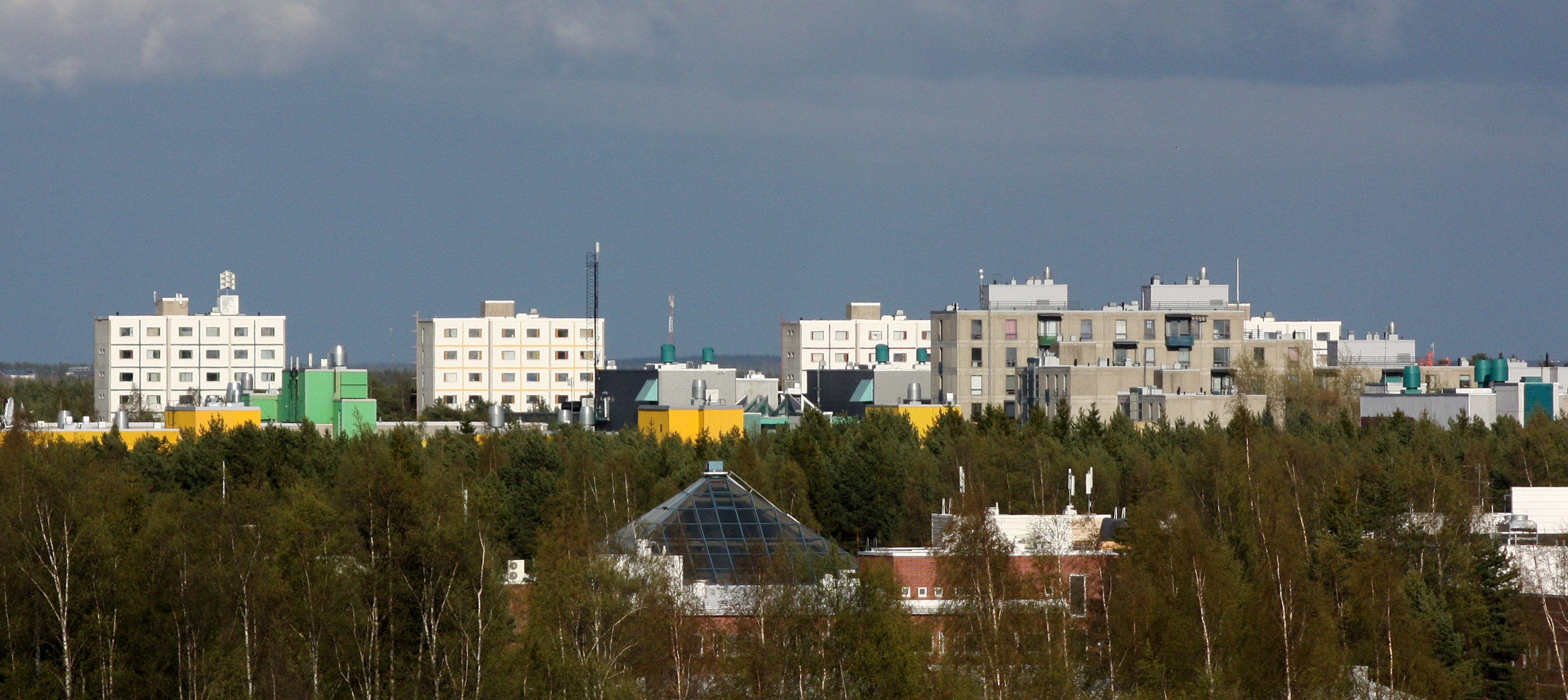
Le campus de Linnanmaa de l'université d'Oulu.

- Le musée zoologique d'Oulu
- Le jardin botanique de l'université d'Oulu
- L'antenne du VTT d'Oulu.
- Technopolis Oyj
- Lac Pyykösjärvi

## Galerie

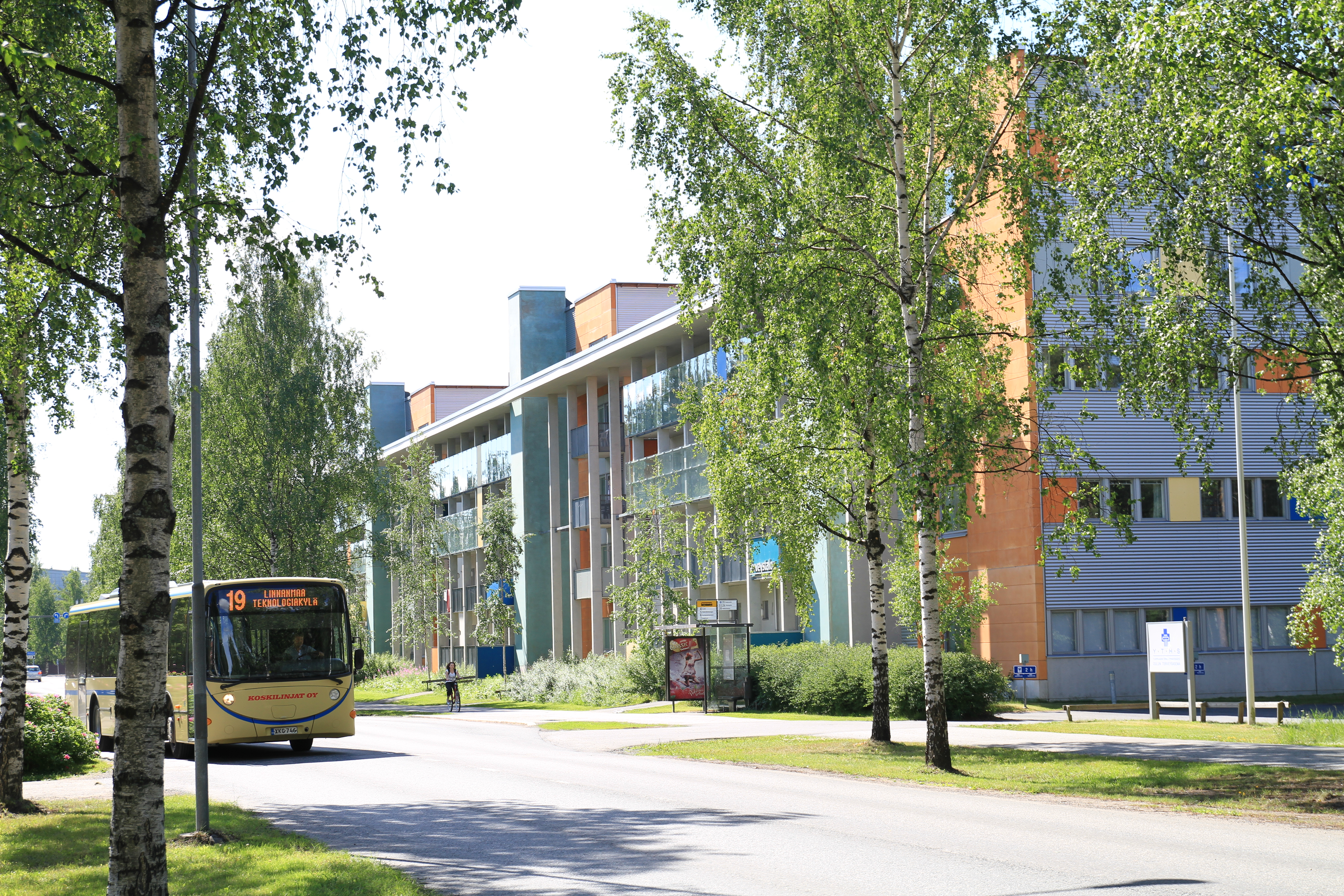
Logements estudiantins de la rue Yliopistokatu.
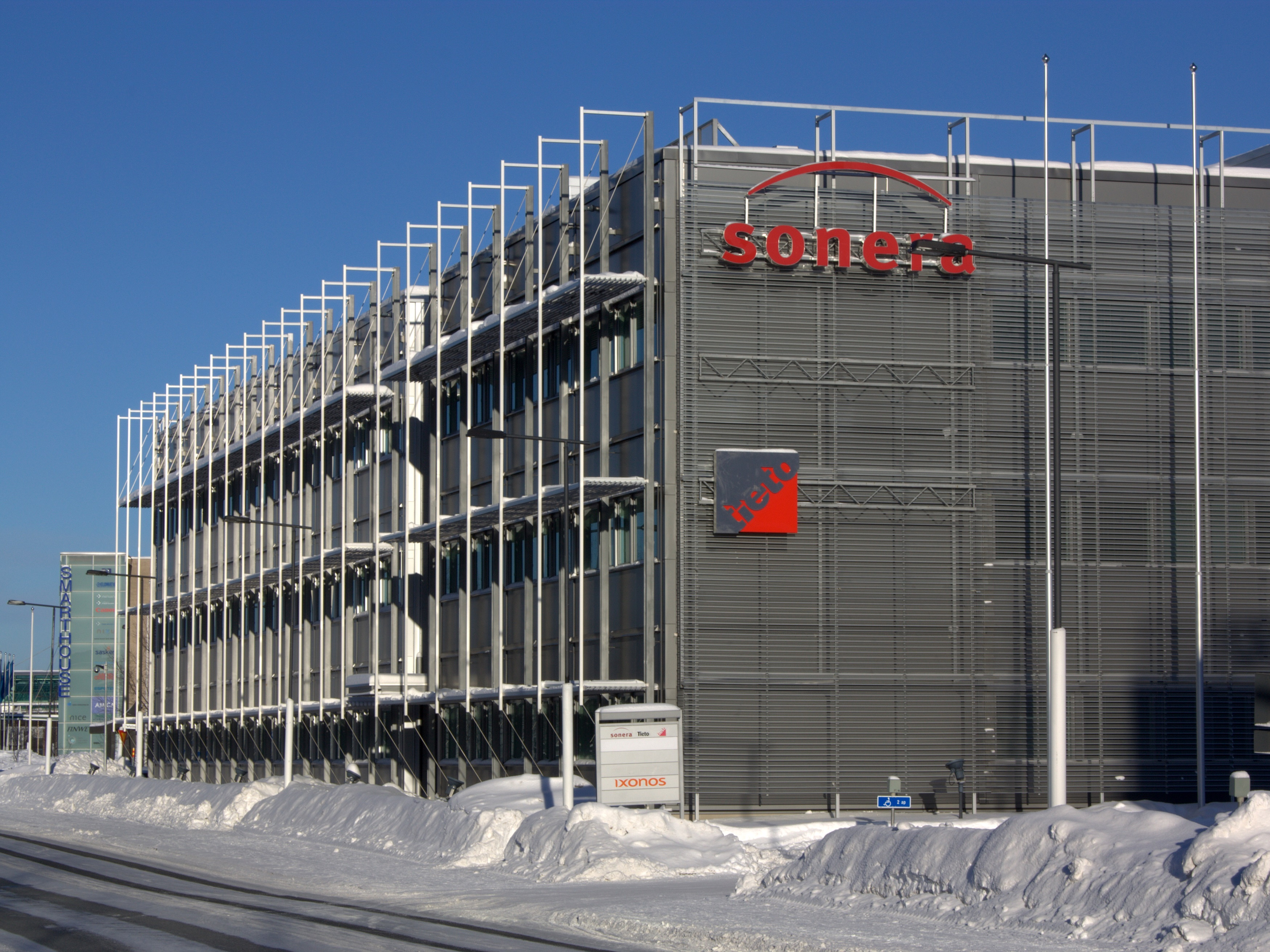
Bâtiment Sonera au Technopolis de Linnanmaa.
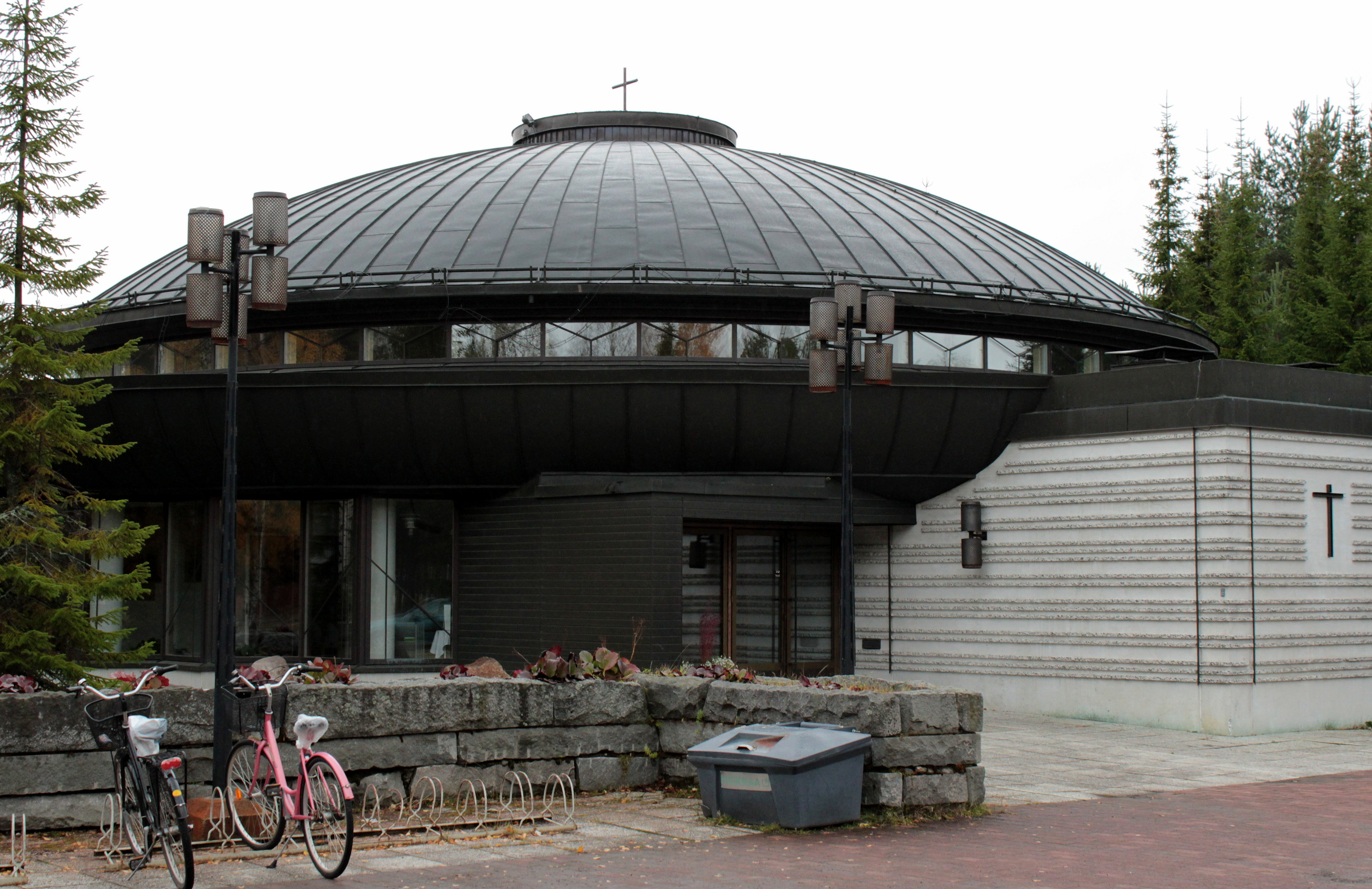
Chapelle Saint-Luc
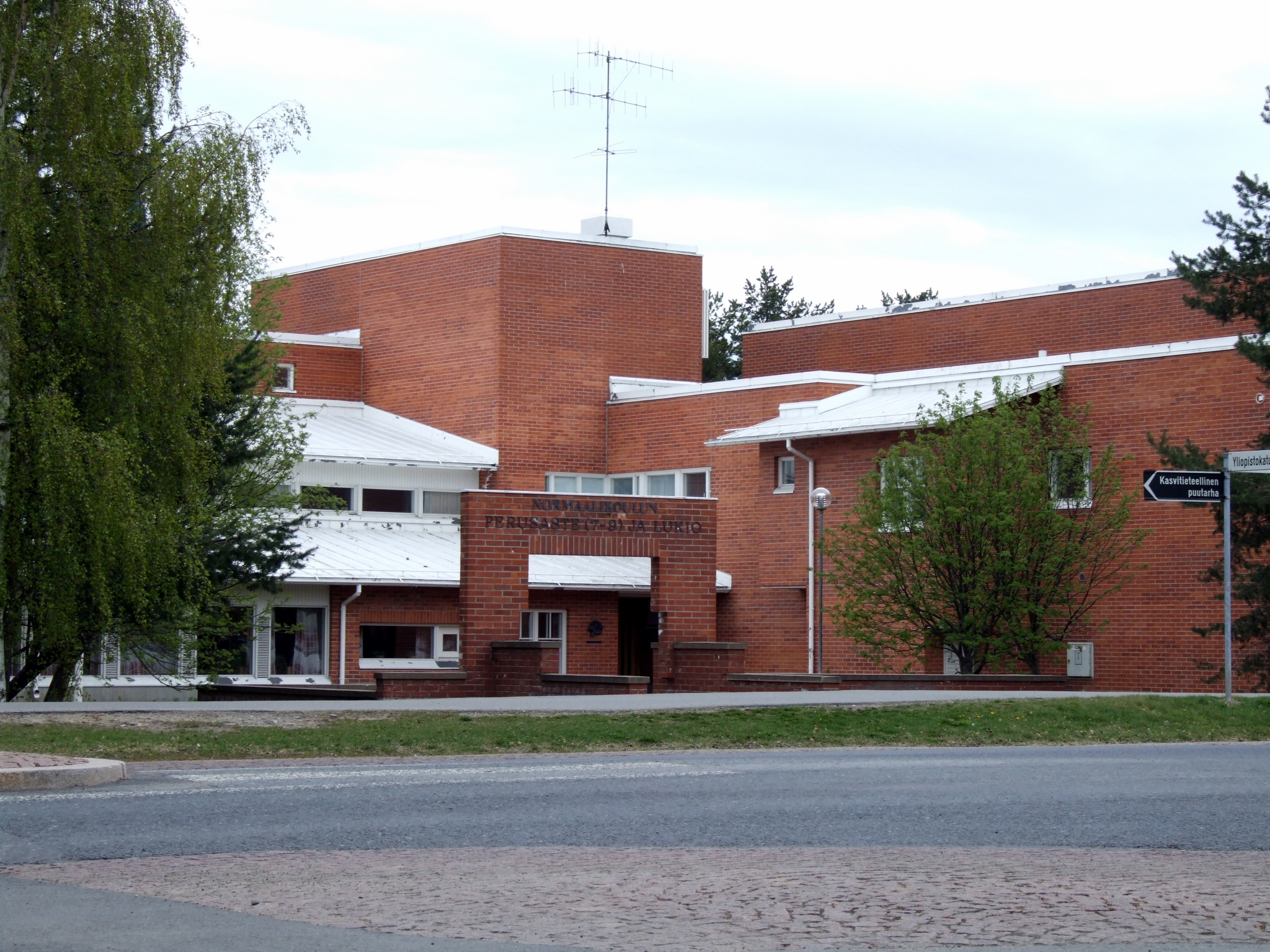
École normale d'Oulu